# سونیفکا
سونیفکا (انگلیسی: Suneyevka) یک شهرک در شهرستان بلاگووشچنسکی باشقیرستان کشور روسیه است.